# Алмаз (спецподразделение)
Специальное подразделение по борьбе с терроризмом «Алмаз» (бел. Спецыяльнае падраздзяленне па барацьбе з тэрарызмам «Алмаз», СПБТ «Алмаз», ранее Отряд специального назначения МВД БССР «Беркут») — антитеррористическое спецподразделение Министерства внутренних дел Беларуси, выполняющее широкий спектр задач по предотвращению террористических актов и реагированию после их совершения. Непосредственно подчиняется Министру внутренних дел Республики Беларусь. Согласно данным СМИ, подразделение, помимо контртеррористических операций, принимает участие в подавлении политической оппозиции и привлекается для разгона массовых акций протеста.

## История
Отряд специального назначения Министерства внутренних дел БССР «Беркут» был создан 2 января 1991 года в соответствии с приказом МВД СССР от 14 декабря 1990 года. Это было первое спецподразделение министерства внутренних дел на территории республики. Первоначально, отряд «Беркут» находился в подчинении управления по исполнению наказаний МВД БССР.
Первым командиром подразделения был назначен капитан милиции В. В. Наумов, тогда ещё командир патрульной роты.
Основными задачами подразделения в этот период были:
- освобождение заложников;
- задержание вооруженных преступников;
- ликвидация беспорядков в местах лишения свободы.

В 1994 году командир «Беркута» В. В. Наумов выступил с инициативой реорганизации и переименования спецподразделения. Осенью 1994 года подразделение было преобразовано в спецподразделение Министерства внутренних дел Республики Беларусь с подчинением лично министру и получило новое наименование — «Алмаз». Перед подразделением были поставлены новые задачи, в том числе участие в борьбе с организованными преступными группировками, задержание особо опасных и вооружённых преступников.
За первые 15 лет, согласно Николаю Карпенкову, «Алмаз» провёл 3700 боевых и специальных операций; освободил 105 заложников; пресёк ряд террористических актов; задержал 4300 преступников, совершивших тяжкие и особо тяжкие преступления; изъял и обезвредил 20 взрывных устройств, 21100 раз изымал оружие и боеприпасы.

## Основные задачи
Основными задачами являются:
- предотвращение террористических актов;
- обнаружение и обезвреживание взрывных устройств;
- проведение специальных мероприятий по обнаружению и задержанию опасных вооруженных преступников, по изъятию фальшивых денежных знаков, наркотических, химических и радиоактивных веществ и боеприпасов;
- обеспечение физической безопасности оперативного состава МВД;
- проведение поисковых и разведывательных мероприятий;
- охрана судей и лиц контролирующего состава республики, высших лиц государства и иностранных делегаций.

## Организационная структура
- Оперативно-снайперский отдел,
- Оперативно-технический отдел,
- Отдел кинологической службы[7],
- Отдел специальной подготовки и оперативной поддержки спецмероприятий,
- Отдел разминирования и применения специальных средств[8].

## Командиры
- Наумов, Владимир Владимирович (1991)
- Карпенков, Николай Николаевич (1992—1994)
- Карпенков, Николай Николаевич (2003 — 27 декабря 2010)
- Зураев, Виктор Борнафович (27 декабря 2010 — декабрь 2021 или январь 2022)
- Виктор Кравцевич[9] (с декабря 2021 или января 2022)

## Техника, вооружение и экипировка

### Техника
В подразделении имеется как боевая (броневики, автомобили со штуромовым оборудованием), так и гражданская (микроавтобусы, грузовики) автомобильная техника. Имеется закреплённая за подразделением авиация (в частности, вертолёты Ми-8).

### Вооружение
По меньшей мере до 2006 года основную часть вооружения составляло оружие советского производства (пистолеты ПМ, АПС, автоматы АКС-74У, АК-74М, АС «Вал», снайперские винтовки СВД, ВСК-94, ВСС «Винторез», ручные пулемёты РПК-74). Есть оружие российского производства — снайперские винтовки СВДС и СВДК.
Кроме того, на вооружении имеется западное оружие: в частности, пистолеты Glock, пистолеты-пулемёты UZI, Mini-UZI, H&K MP.5K и H&K MP.5

## Боевая и специальная подготовка личного состава
Согласно программе боевой и специальной подготовки, каждый сотрудник:
- проходит обучение по тактико-огневой подготовке, специальной огневой подготовке, практической стрельбе (IPSC).
- обладает навыками городского альпинизма
- проходит курс боевых пловцов и лёгких водолазов, курс парашютных прыжков.

В основном в «Алмаз» приходят офицеры из аналогичных подразделений министерства обороны, милицейского спецназа, службы охраны главы государства, пограничных войск. Как правило, это люди, которые отдали службе не меньше пяти лет и уже участвовали в спецоперациях.
Служат в «Алмазе» и женщины — переговорщики и снайперы.
О боеготовности подразделения говорит такой факт: в случае тревоги «алмазовец» должен прибыть на базу в течение 5—7 минут. А в течение 20 минут на место происшествия в любую точку страны отправляются разведка и боевая группа. Ещё через 20 минут следом выезжает вторая группа.

## Операции
Совместно с оперативными подразделениями МВД проводил спецоперации по поиску и пресечению деятельности организованных криминальных групп и организаций.
- в первой половине 1990-х годов силами спецподразделения был проведен ряд операций по розыску и задержанию опасных преступников, совершивших побег из следственных изоляторов Минска и Бреста. Были освобождены заложники, захваченные рецидивистами в исправительных колониях Орши и Минска, предотвращен массовый побег из колонии в Шклове.
- 11 июня 1996 года сотрудники подразделения приняли участие в освобождении заложников, когда 43-летний террорист Александр Зюльков, угрожая взрывным устройством, захватил в заложники 15 детей и двух воспитательниц детского сада № 511 г. Минска. Террорист был ликвидирован, а заложники освобождены. За мужество, проявленное при освобождении заложников и обезвреживании вооруженного террориста, заместитель командира «Алмаза» Юрий Крента и заместитель командира «Алмаза» по личному составу Михаил Бирюков награждены медалью «За отвагу»[12].
- задержание в Минске подозреваемых в убийстве гражданина США, журналиста Пола Хлебникова.
- Задержание террористов, устроивших теракт в минском метро, взрыв в Минске 2008 года и взрывы в Витебске 2005 года.
- 19 декабря 2010 года бойцы «Алмаза» принимали участие в силовом разгоне акции протеста в Минске 19 декабря 2010 года.
- 18 июля 2018 года в Заславле в отделении банка мужчина взял в заложники свою дочь. Бойцы «Алмаза» ликвидировали террориста и спасли заложницу.
- В августе 2020 года спецподразделение «Алмаз» было задействовано против жителей города Минска, принимавших участие в демонстрациях по итогам президентских выборов в Беларуси. Бойцы были экипированы автоматами и использовали, среди прочего, светошумовые гранаты и газ[3][13].
- В феврале-марте 2022 года подразделение принимало участие в операции по спасению дальнобойщиков с гражданством Республики Беларусь на территории Украины.

## Террор против оппозиции
14 марта 2002 года Минский областной суд признал виновной в похищении журналиста Дмитрия Завадского группу, созданную сотрудником спецподразделения «Алмаз» Валерием Игнатовичем, осудив двоих человек (В. Игнатовича и М. Малика) на пожизненное заключение, а ещё нескольких — на разные сроки лишения свободы.
2 марта 2006 года возле РУВД Октябрьского района Минска машина активиста оппозиции Юрия Радзивила была обстреляна сотрудниками спецподразделения по борьбе с терроризмом (позже было установлено, что стрелял командир спецподразделения «Алмаз» Николай Карпенков). В этот же день бойцы «Алмаза» задержали возле Дворца железнодорожников кандидата в президенты Александра Козулина, который пытался зарегистрироваться делегатом третьего Всебелорусского народного собрания. При задержании его жестоко избили, но отпустили уже в конце дня.
25 марта 2006 года сотрудниками подразделения «Алмаз» был задержан кандидат в президенты Александр Козулин. Более 20 часов родные не могли добиться от властей где он находится, жив ли, что с ним, каково его физическое состояние. Позднее выяснилось, что А. Козулин был сильно избит при задержании и по пути в СИЗО Жодино, в отношении его применялись пытки. Политик в жалобе в прокуратуру заявил, что когда его везли в тюрьму, травмировали руки наручниками и обходились неуважительно. В этот же день были задержаны активисты «Маладога фронта» Анастасия Палажанка и Денис Карнов и вывезены за город. При этом Дениса Карнова избивали, порезали джинсы и забрали у него деньги. Молодёжные активисты по фотографии опознали человека, который руководил похищением. Им оказался Александр Леоненко, сотрудник спецподразделения по борьбе с терроризмом МВД РБ «Алмаз», который так и не был наказан за преступление.
Во время разгона акций протеста 19 — 20 декабря 2010 года бойцы «Алмаза» отличились особой жестокостью. По свидетельствам потерпевшего кандидата в президенты Владимира Некляева, его лично избивал командир «Алмаза» Николай Карпенков. 27 декабря за это Карпенков был уволен.
В соответствии с данными «The Insider», бойцы подразделения могут быть причастны к убийству Александра Тарайковского во время подавления акций протеста в Минске 10 августа 2020 года, наряду с бойцами подразделения КГБ «Альфа». К подобному выводу издание приходит на основании фотографий с места событий и видео Associated Press, где можно отчетливо видна экипировка сотрудников, в частности бронежилеты Fort Defender, которыми, по сведениям ряда источников, оснащался только «Алмаз».